# Horné Strháre
Horné Strháre (in ungherese Felsőesztergály, in tedesco Oberstracherau) è un comune della Slovacchia facente parte del distretto di Veľký Krtíš, nella regione di Banská Bystrica.

## Storia
Il villaggio è citato per la prima volta nel 1243 con i nomi di Estergur e Vzturgar, come feudo del castello di Hont. Successivamente passò ai Kacsics e nel 1327 ai conti Szécsény. Dal 1554 al 1594 fu occupato dai Turchi. In seguito appartenne alla Signoria di Divín e, nel XVII secolo, alla Signoria di Modrý Kameň, all'epoca feudo dei potenti conti Balassa.